# USS Iwo Jima (CV-46)
Pour les autres navires du même nom, voir USS Iwo Jima.
L’USS Iwo Jima (CV-46) est un porte-avion de classe Essex de l'United States Navy.
Il a été baptisé en souvenir d'Iwo Jima, une île japonaise, dont l'enjeu stratégique a donné lieu à une bataille acharnée entre les États-Unis et le Japon en février 1945.
Mis en chantier en janvier 1945, le projet est abandonné au cours de la construction, en août 1945.